# ليزلي لاينغ (لاعب رماية)
ليزلي لاينغ (بالإنجليزية: Leslie Laing)‏ هو لاعب رماية جنوب أفريقي، (و. 1893  م).

## وصلات خارجية
- ليزلي لاينغ على موقع أوليمبيديا (الإنجليزية)